# Basava

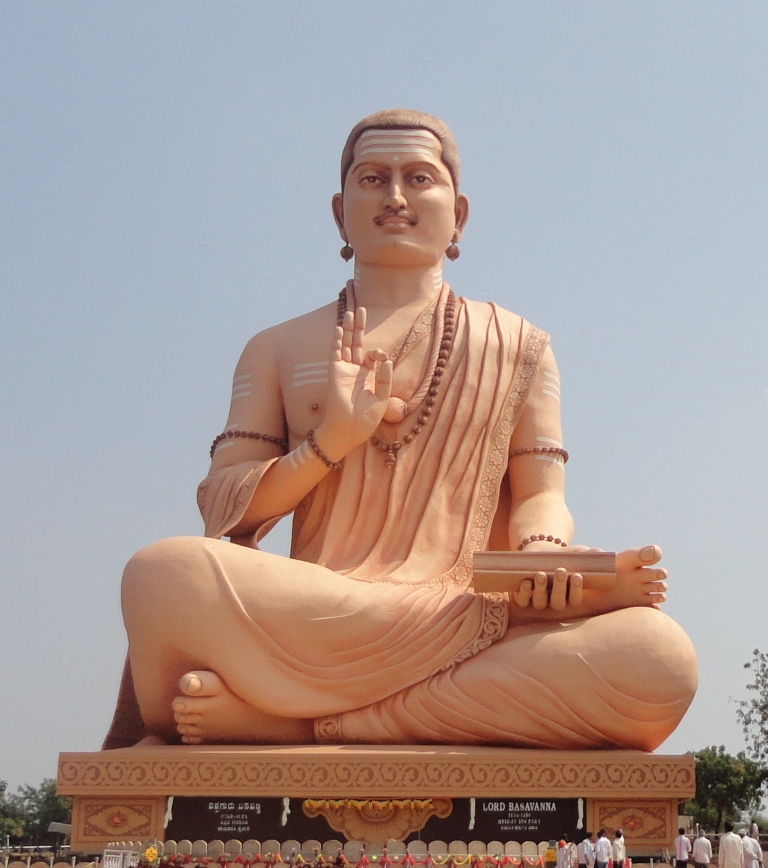
Basava-Statue (2012) bei Basavakalyan, Karnataka

Basava (auch Mahatma Basava, Basaveshwara oder Basavanna; * 1131 in Basavana Bagewadi; † 1196 in Kudalasangama) war ein indischer Politiker, Philosoph, Dichter und Sozialreformer in der Zeit der Chalukya- und Kalachuri-Herrschaft über Mittelindien. Er war Anhänger des Hindu-Gottes Shiva und lebte und lehrte in der damaligen Hauptstadt Kalyani, dem heutigen Basavakalyan im Norden des Bundesstaats Karnataka.

## Überlieferung
Der Dichter Harihara verfasste um das Jahr 1180 eine Lebensbeschreibung Basavas; weitere Nachrichten stammen aus dem im 13. Jahrhundert vom Dichter Palkuriki Somanatha verfassten Werk Basava Purana. Der Überlieferung zufolge wurde er in eine orthodoxe Brahmanenfamilie hineingeboren und besuchte die Tempelschule im Ort Kudalasangama. Seine Frau Gangambike war die Tochter eines Ministers des Kalachuri-Königs Bijjala II. Nach dem Tod seines Schwiegervaters ernannte der König Basava zu seinem Ersten Minister und ehelichte seine Schwester. Allmählich entwickelte sich Basava jedoch zum Anhänger der Bhakti-Lehre, die die Gewaltlosigkeit ahimsa gegenüber allen Lebewesen befürwortete und folglich die damals immer noch praktizierten Tieropfer ablehnte. In seinen Lehren propagierte er die Gleichheit aller Menschen und stellte somit das Kastensystem in Frage, was ihn in Konflikt mit der Tradition brachte und seinen Rückzug (bzw. seine Vertreibung) vom Hofe zur Folge hatte.

## Bewertung
Seinen Anhängern gilt Basava als Begründer des in Südindien etwa 30 Millionen Anhänger zählenden Lingayatismus; Nordindien ist dagegen eine Diaspora mit vergleichsweise wenigen Gläubigen. Er befürwortete das Tragen eines Ishtalingam, einer Halskette mit einem Anhänger, in welchem ein kleiner Shiva-Lingam verborgen ist. Die meisten Forscher sehen in ihm jedoch weniger einen Neuschöpfer, sondern eher einen Erneuerer hinduistischer Traditionen. Unklar ist, ob Mahatma Gandhi Basava kannte, doch bezeichnen viele auch ihn als Mahatma („große Seele“).

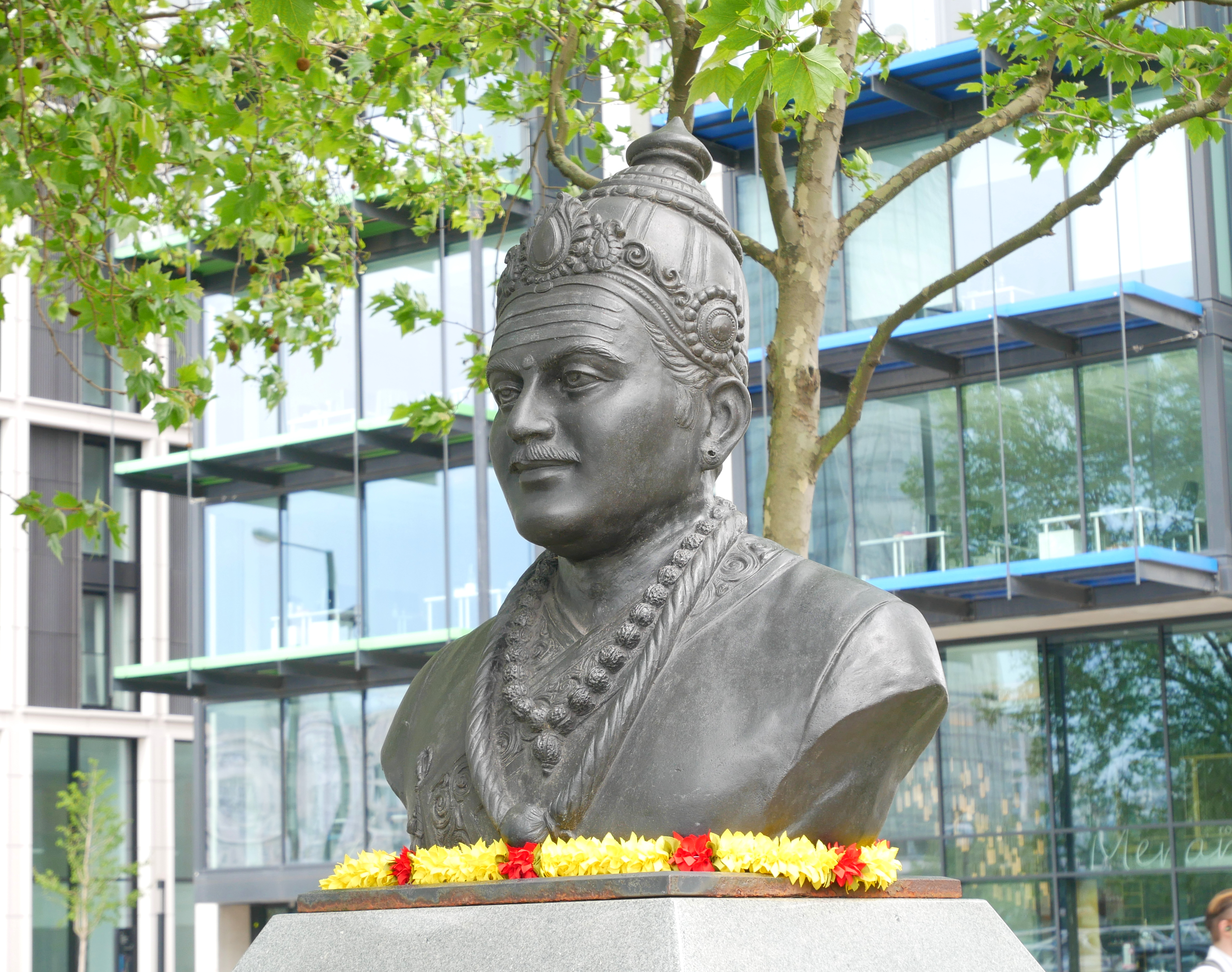
Basava-Büste, London

## Ehrungen
- Im Jahr 1956 wurde Kalyani, die ehemalige Hauptstadt des Chalukya- und des Kalachuri-Reiches, in Basavakalyan umbenannt.
- Im Jahr 1973 erhielt Bagewadi, die mögliche Geburtsstadt Basavas, den Beinamen Basavana.
- Im April 2003 wurde eine Basava-Büste im indischen Parlament aufgestellt.
- Im Jahr 2006 ließ die indische Regierung eine Basava-Gedenkmünze prägen.[1]
- Im November 2015 wurde zu seinen Ehren eine Büste am Themse-Ufer in London eingeweiht.
- Im Oktober 2012 fand die Einweihung einer ca. 33 m hohen Statue bei Basavakalyan statt.